# Gänseblümchen (Gattung)
Die Gänseblümchen (Bellis) sind eine Pflanzengattung aus der Familie der Korbblütler (Asteraceae). Die etwa zwölf Arten sind hauptsächlich im Mittelmeerraum verbreitet, nur das Gewöhnliche Gänseblümchen (Bellis perennis) kommt auch in Mittel- und Nordeuropa vor und ist in vielen Gebieten der Welt ein Neophyt; es ist zugleich die bekannteste Art dieser Gattung. Vom Gewöhnlichen Gänseblümchen, auch Maßliebchen genannt, gibt es Sorten, die als Zierpflanzen verwendet werden.

## Beschreibung

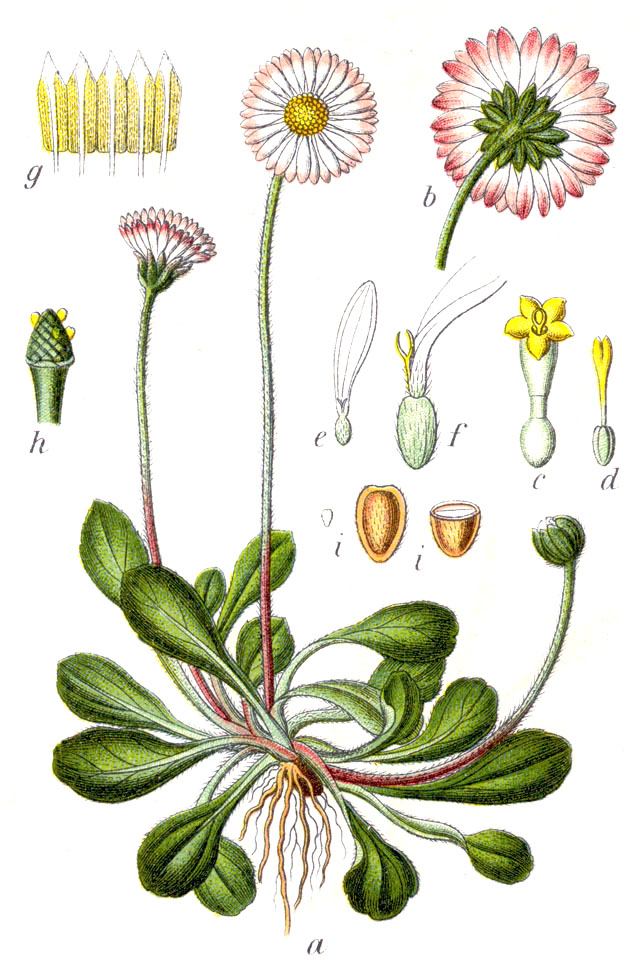
Illustration aus Sturm: Deutschlands Flora in Abbildungen, 1796

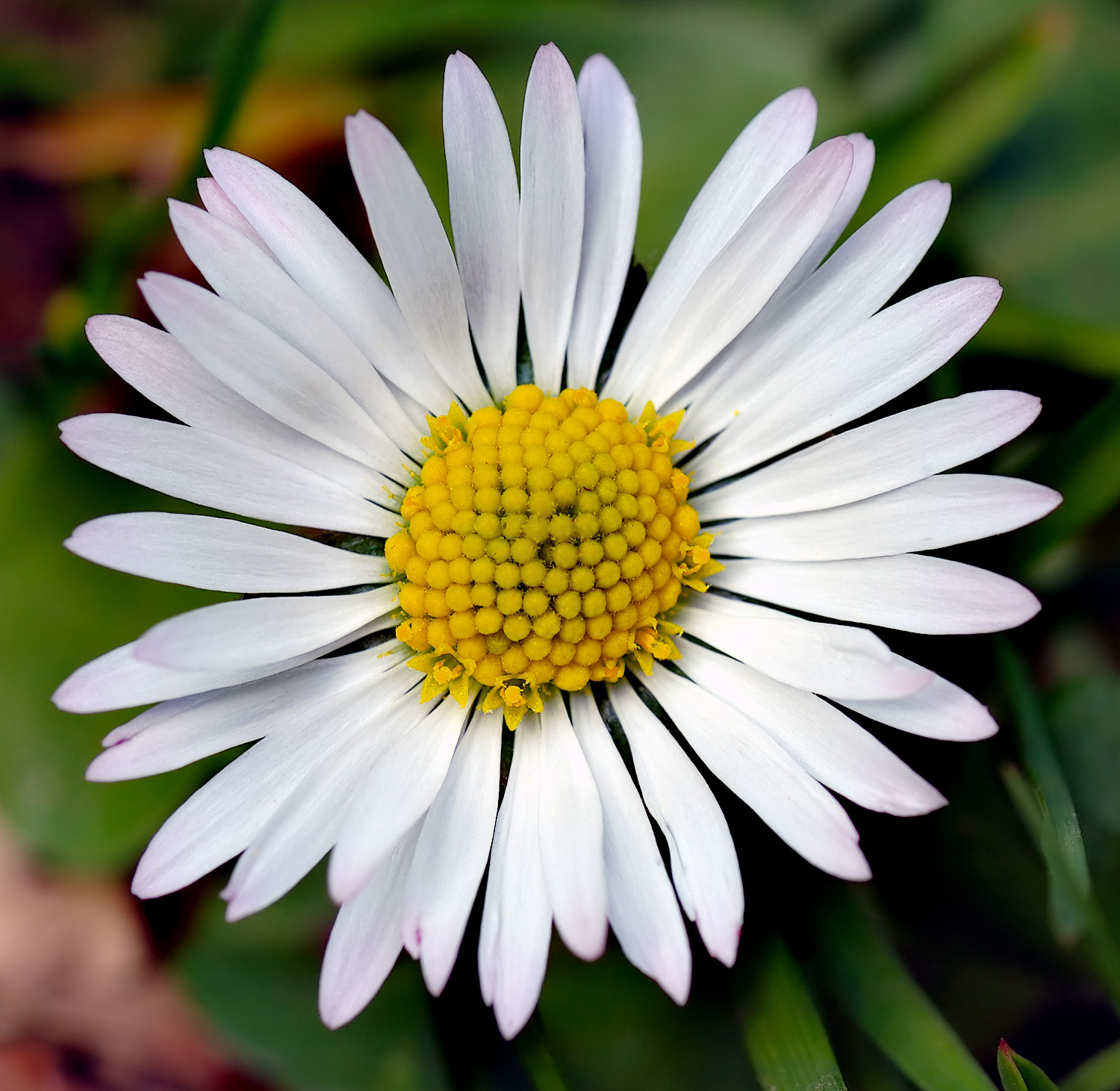
Gewöhnliches Gänseblümchen (Bellis perennis), Körbchen mit weißen Zungenblüten am Rand und gelben (meist noch geschlossenen) Röhrenblüten in der Mitte

Bellis-Arten sind meist ausdauernde, selten einjährige krautige Pflanzen, die Wuchshöhen von 5 bis 20 Zentimeter erreichen. Es werden Rhizome gebildet. Typisch für die Bellis-Arten sind die Rosetten aus gestielten, kleinen, verkehrt-eiförmigen bis löffelförmigen Laubblättern.
Jede Blattrosette bringt eine große Anzahl einzelner, gestielter, einzeln stehender Blütenkörbchen hervor. Die körbchenförmigen Blütenstände aller Arten zeigen Heliotropismus – sie schließen sich bei Nacht und öffnen sich bei Sonnenaufgang. Die Hülle weist einen Durchmesser von meist 4 bis 6 (3 bis 8) Millimeter und eine Höhe von 9 bis 13 Millimeter auf, mit meist zwei (ein bis drei) Reihen von insgesamt 13 bis 14 und mehr Hüllblättern. Die Blütenkörbchen enthalten in (selten ein bis) meist drei bis vier Reihen 35 bis 90 Zungenblüten und 60 bis über 80 Röhrenblüten. Die weiblichen, fertilen Zungenblüten (= Strahlenblüten) sind weiß gefärbt und vor allem auf der Außenseite rosa bis rotviolett überlaufen. Die zwittrigen, fertilen Röhrenblüten (= Scheibenblüten) sind gelb.
Die Achänen besitzen am Rand zwei Rippen und meist keinen Pappus.

## Taxonomie und Systematik
Die Gattung Bellis wurde 1753 durch Carl von Linné aufgestellt. Typusart ist Bellis perennis L. Bellis ist bereits in der Antike als Pflanzenname belegt, nämlich in der Naturalis historia von Plinius für eine Wiesenblume mit weißer, sich rötender Blüte. Meist wird eine Ableitung vom lateinischen bellus vermutet, was schön, hübsch bedeutet. Man vergleiche etwa die deutschen Benennungen wie „Tausendschön“ etc. Der Name wurde auch von Tournefort, Vaillant und weiteren Autoren verwendet. Linné gab jedoch 1737 in seiner Critica Botanica eine Benennung nach einem König an, nämlich „Belli Regis Daniæ filii“, d. h. einem „Belli(us), Sohn des Königs von Dänemark“. Wie Lotte Burkhardt (2023) in Hoppea 83: 37–42 schreibt, handelt es sich bei dieser durch Linné in seiner Gattung Bellis geehrten Person um Eystein Beli (latinisiert Bellius), der im 8. Jahrhundert ein Gebietskönig bei Uppsala war, wo später Linné auf seinem Gut Hammarby lebte. In der Critica Botanica erwähnt Linné den Gattungsnamen allerdings noch ein zweites Mal, nämlich bei den Gattungsnamen der antiken Väter der Botanik, die, wenn sie gut seien, zu übernehmen seien, bezieht sich also auf Plinius.
Die Gattung Bellis gehört zu Subtribus Bellidinae aus der Tribus Astereae in der Unterfamilie Asteroideae innerhalb der Familie Asteraceae.
Ihren Verbreitungsschwerpunkt haben die Bellis-Arten im Mittelmeerraum. Das Gewöhnliche Gänseblümchen, das bis nach Nordeuropa zu finden ist, ist die am weitesten nach Norden vorgedrungene Art. Sie wird als Kulturfolger betrachtet, die sich in vorgeschichtlicher Zeit infolge von Waldrodungen weiter ausbreiten konnte. Durch den Menschen hat diese Art in den folgenden Jahrhunderten eine noch weitere Verbreitung gefunden. Heute ist sie unter anderem auch in Nordamerika, auf Madeira und in Neuseeland zu finden. Häufig findet die Verbreitung durch eine Verunreinigung von Grassaaten statt. Diese Ausbreitungsform wird auch als Speirochorie bezeichnet.
Es gibt zusätzlich zu den hier aufgelisteten zwölf Arten noch weitere meist lokal verbreitete, als Arten und Unterarten geführte Sippen mit taxonomisch unsicherem Status:
- Einjähriges Gänseblümchen (Bellis annua L.): Es ist im Mittelmeerraum verbreitet[7] und kommt auf den Kanarischen Inseln vor.
- Bellis atlantica Boiss. & Reut.: Die Heimat ist Algerien und Marokko.[7]
- Bellis azorica Seub.: Sie ist ein Endemit der Azoren.[7]
- Bellis bernardii Boiss. & Reut.: Sie ist ein Endemit von Korsika.[7]
- Bellis caerulescens Ball: Die Heimat ist Marokko.[7]
- Bellis cordifolia (Kunze) Willk.: Die Heimat ist Spanien.[7]
- Bellis hyrcanica Woronow: Die Heimat ist Aserbaidschan.[7]
- Langblättriges Gänseblümchen (Bellis longifolia Boiss. & Heldr.): Die Heimat ist Kreta.[7]
- Gewöhnliches Gänseblümchen (Bellis perennis L.): Es ist im Mittelmeerraum, in Mittel- und Nordeuropa verbreitet und in vielen Gebieten der Welt ein Neophyt.[8][6]
- Bellis prostrata Pomel: Sie ist in Algerien, Tunesien und Marokko verbreitet.[7]
- Bellis rotundifolia (Desf.) Boiss. & Reut.: Die Heimat ist Algerien und Marokko.[7]
- Bellis sylvestris Cirillo: Das Verbreitungsgebiet reicht von Südeuropa und Nordafrika bis Vorderasien.[7]

## Bilder

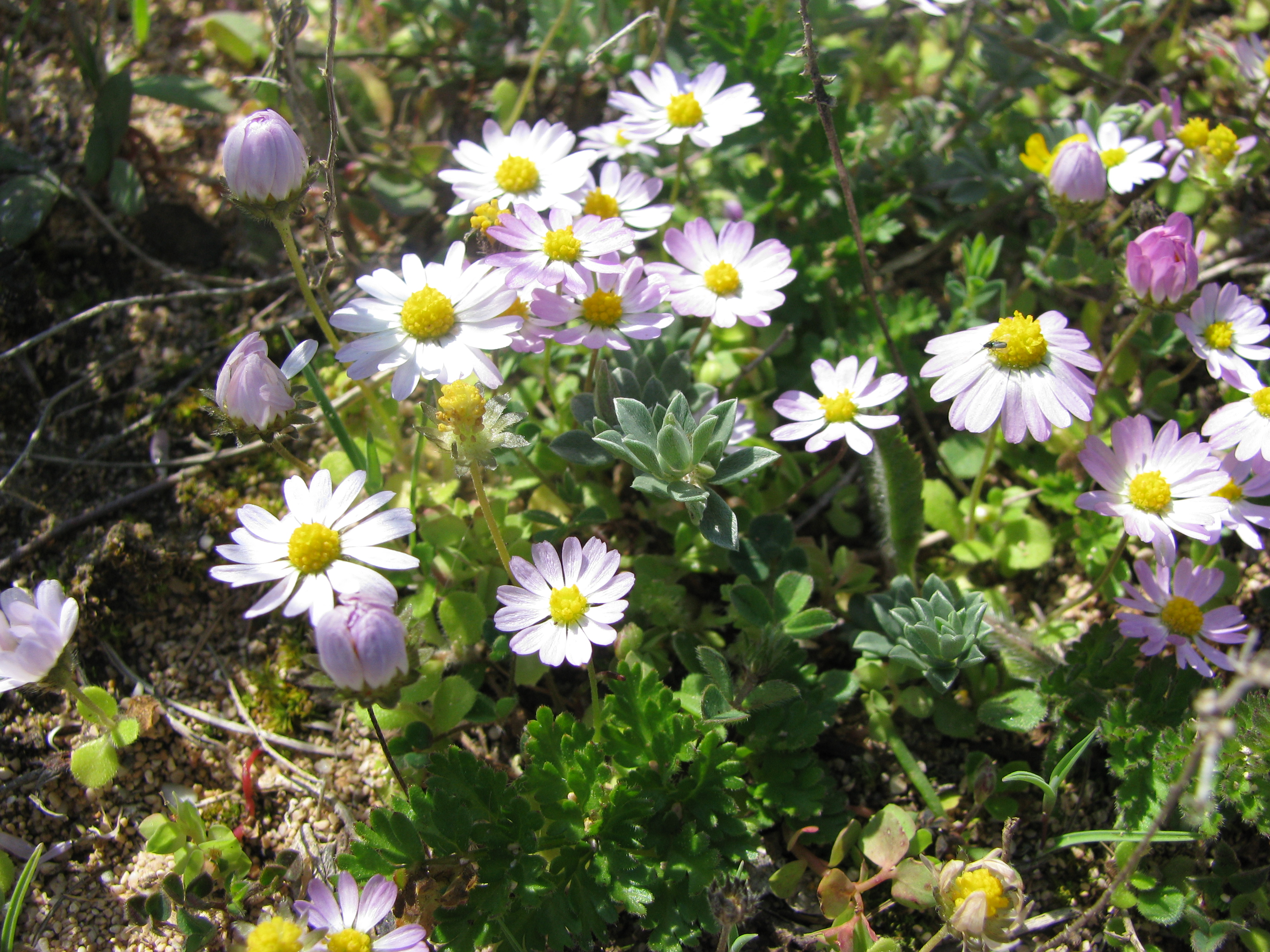
Einjähriges Gänseblümchen (Bellis annua)
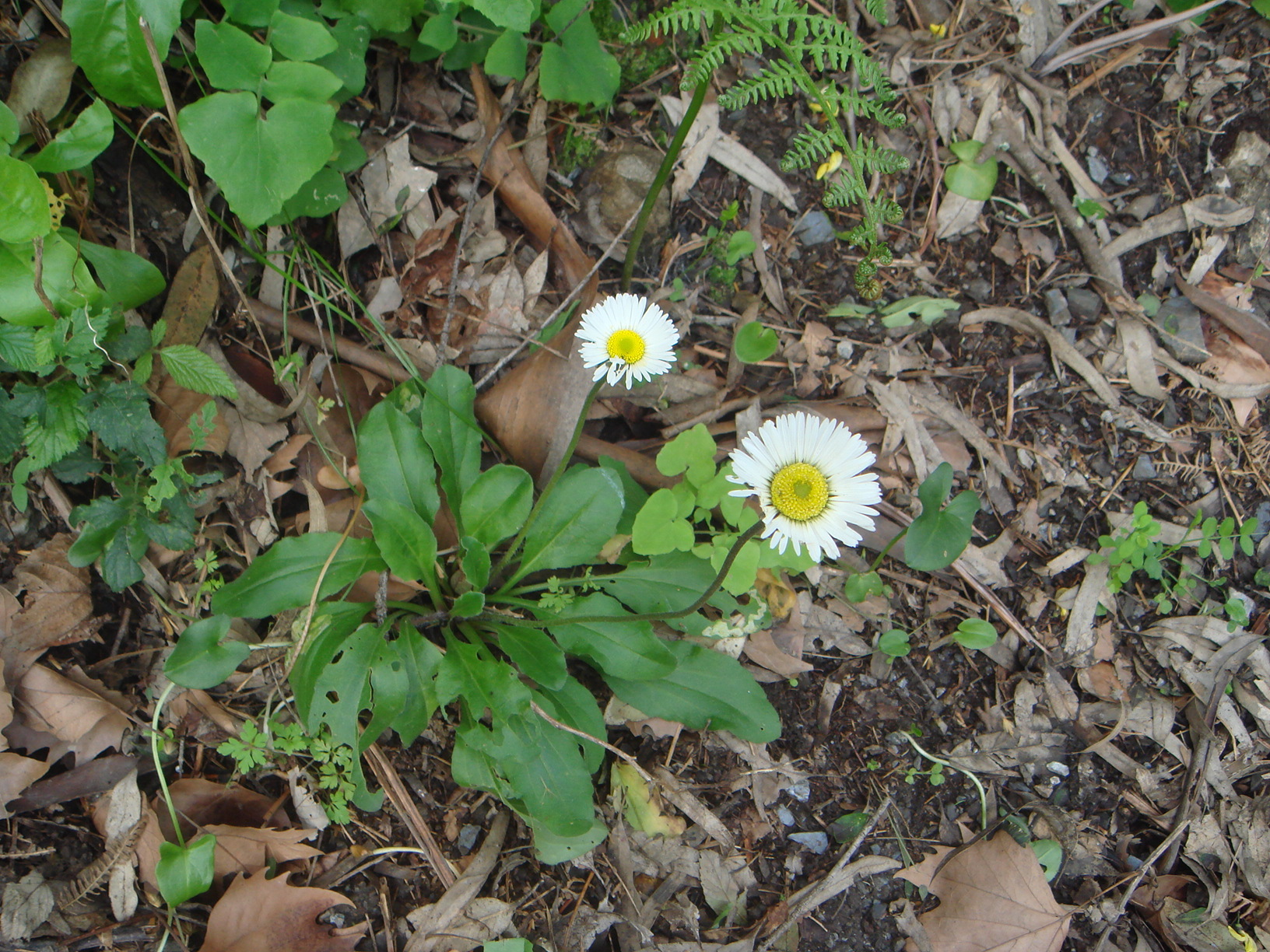
Bellis rotundifolia
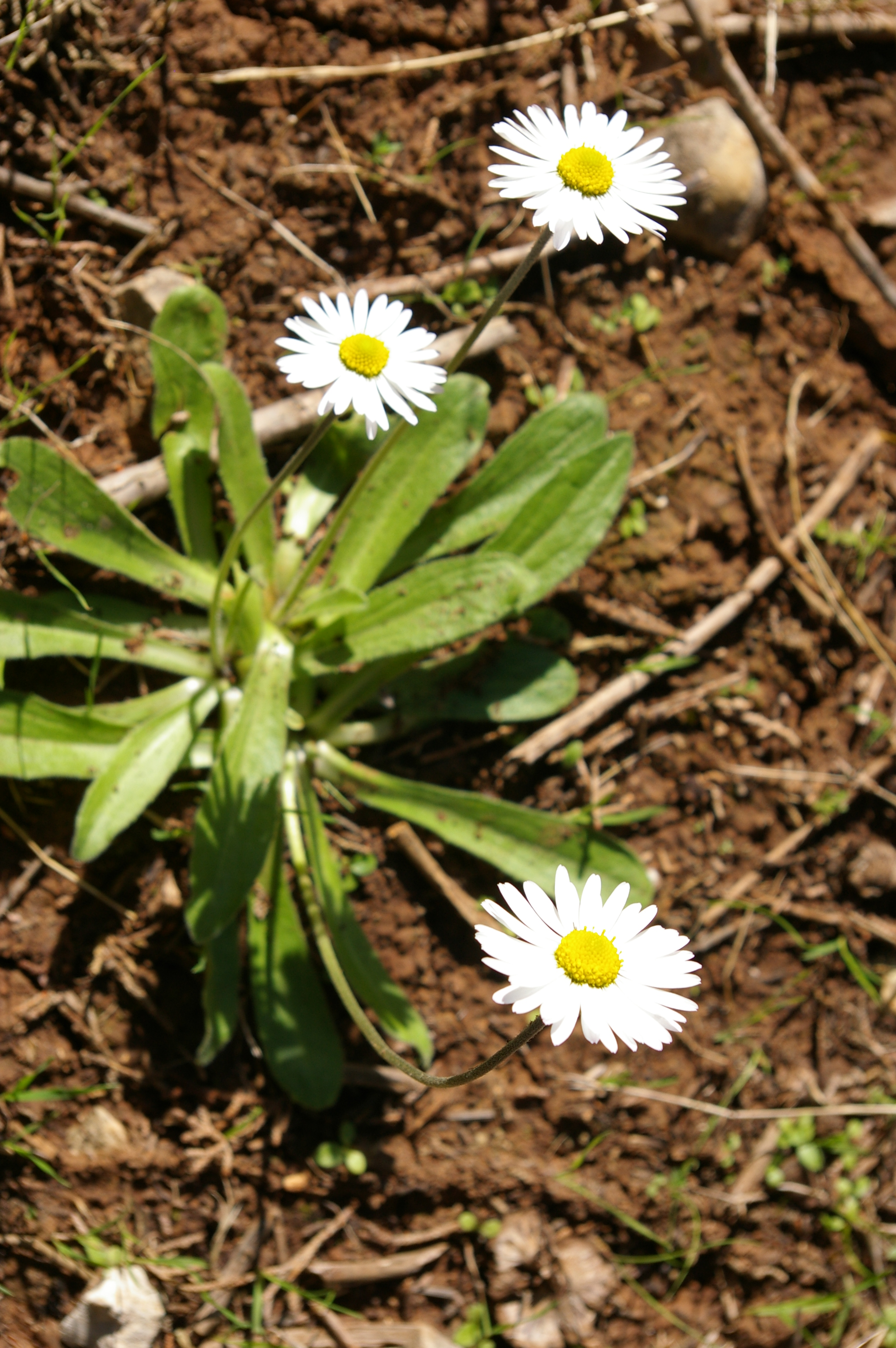
Bellis sylvestris
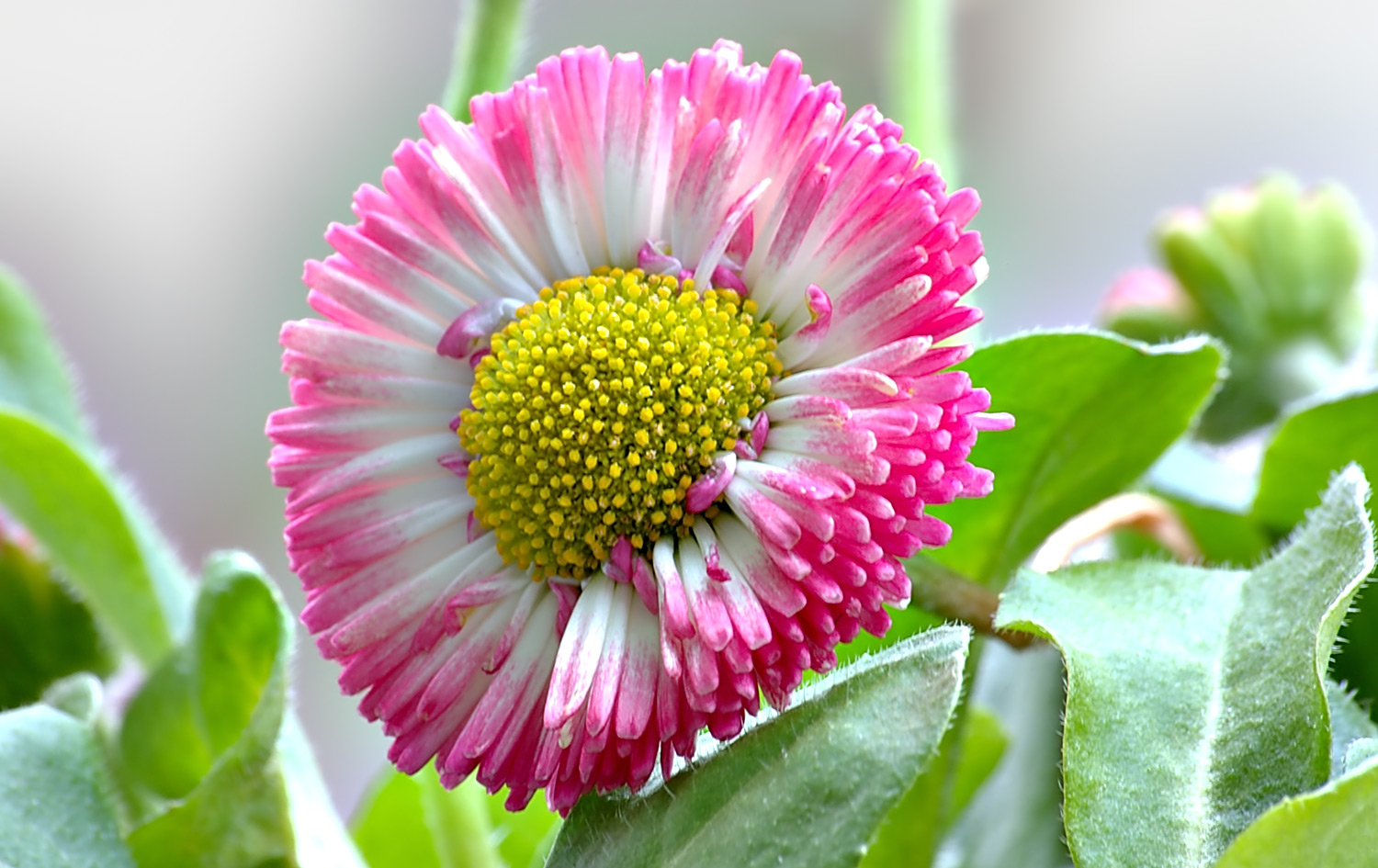
Massliebchen-Zuchtform: Bellis perennis-Kultivar